# ルドルフ・ディーゼル
ルドルフ・クリスティアン・カール・ディーゼル（ドイツ語: Rudolf Christian Karl Diesel、1858年3月18日 - 1913年9月29日）は、ドイツ人の機械技術者で発明家。ディーゼルエンジンの発明で知られている。

## 生涯
1858年、3人兄弟の2人目としてフランスのパリで生まれる。両親はバイエルンからの移民としてパリに住んでいた。父テオドールはアウクスブルクで製本業を営んでいたが、1848年にフランスに移住。1855年、ニュルンベルクの商人の娘とパリで出会い、結婚。革製品の製造を生業とするようになった。
幼少期はフランスで過ごしたが、1870年に普仏戦争が勃発し、一家も含めドイツ人はフランスから退去させられた。ディーゼル一家はロンドンに移住。しかし12歳のルドルフは、ドイツ語を母語として教育されるようアウクスブルクの母方の叔父と叔母の下へ送られ、叔父が数学の教師をしていた職業訓練学校 (Königliche Kreis-Gewerbsschule) に入学した。
14歳のとき、技術者になりたいと書いた手紙を両親に送っている。1873年にトップの成績で学校を卒業すると、アウクスブルクに新たに創立された工業学校に進学。2年後、両親は彼が就職することを希望していたが、ミュンヘン工科大学から奨学金を受けられることになり、ディーゼルは同大学に進学した。
ミュンヘンで指導を受けた教授の1人としてカール・フォン・リンデがいた。1879年7月、ディーゼルは腸チフスにかかり、留年することになった。翌年の卒業試験を待つ間、スイスのヴィンタートゥールにあるスルザー (Sulzer Brothers Machine Works) で技術者としての実地経験を得た。1880年1月、トップの成績で卒業するとパリに戻り、かつての教授カール・フォン・リンデの助手として冷凍・製氷工場の設計と建設を行った。1年後、ディーゼルはその工場の工場長となった。
1883年に結婚。その後もリンデで働き、数々の特許をフランスとドイツで取得していった。
1890年、妻子と共にベルリンに移り、リンデの研究開発部門の責任者に就任し、重役待遇を受けることになった。リンデの従業員として、職務上取得した特許を個人的に使うことは許されなかったが、ディーゼルは冷凍や冷蔵以外の分野にも研究を広げていった。蒸気について研究しはじめ、熱効率と燃費を研究するうちにアンモニアの蒸気を使った蒸気機関を開発。しかしその機関は試験運転中に爆発し、ディーゼルは九死に一生を得た。何ヶ月も入院し、その後も健康と視力に問題を抱えるようになった。
その後カルノーサイクルに基づいた内燃機関の設計を始め、1893年「既知の蒸気機関と内燃機関を置換する合理的熱機関の理論と構築」(Theorie und Konstruktion eines rationellen Wärmemotors zum Ersatz der Dampfmaschine und der heute bekannten Verbrennungsmotoren) と題した論文を発表し、ディーゼルエンジン発明の基盤を築いた。1893年2月23日、特許を取得。なお、それに先立つ1886年にはカール・ベンツがガソリンエンジンを搭載した自動車の特許を取得している。
ディーゼルは熱力学と熱効率の理論と実際の制約を理解しており、蒸気機関では燃料から得られるエネルギーの90%が無駄になっていることを知っていた。彼はもっと効率の高い機関を設計することを目標としていた。カルノーサイクルの内燃機関を実験した後、独自の技法を開発。最終的に独自設計の圧縮着火式内燃機関の特許を取得した。その設計では、燃料は圧縮行程の最後に注入され、シリンダー内が吸気の圧縮によって高温になっていることで着火する。
1893年から1897年まで、アウクスブルクのマンAGの重役ハインリヒ・フォン・ブズがディーゼルに、そのアイデアを発展させ、評価する機会を提供した。その特許をドイツやアメリカ（アメリカ合衆国特許第 542,846号、アメリカ合衆国特許第 608,845号）を含む各国で取得した。当初は「オイル・エンジン」と呼ばれていたが、後に彼に因んでディーゼルエンジンと呼ばれるようになった。安価な石油や重油を燃料とした効率のよいこの機関は、たちまち世界中で利用されるところとなった。

### 失踪と死
1913年9月29日の夕刻、ディーゼルはロンドンでの会議に出席するため、アントウェルペンから郵便蒸気船ドレスデン号に乗船した。船上で夕食をとった後、翌朝6時15分に起こしてくれという言葉を残して、午後10時ごろ自室に戻った。しかし、翌朝には彼の部屋は無人で、ディーゼルの姿はどこにもなかった。その部屋を調べてみると、ベッドを使った形跡がなく寝巻も畳んであったが、腕時計はベッドの左に外して置かれていた。彼の帽子とオーバーはきちんと畳まれた状態で後甲板の手摺の下に置かれているのが発見された。10日後、オランダの船 Coertsen の乗組員が北海のノルウェーに近い洋上に浮かんでいる死体を発見。その死体は腐敗がひどく、人相もわからず、船に引き上げることもできなかった。その代わりに船員はピルケース、財布、IDカード、ポケットナイフ、眼鏡ケースなどを死体から回収している。同年10月13日、それらの品をルドルフの息子が父のものだと確認した。
ディーゼルの死については様々な推理がなされている。伝記を書いた Grosser  は自殺の可能性が高いとしている。商売敵や軍による殺害とする陰謀論もある。しかし、いずれも証拠に乏しく推測の域を出ない。
ディーゼルの失踪直後、妻のマルタはディーゼルからその航海に出る直前に渡された鞄を開けてみた。ディーゼルはその鞄を渡すとき、翌週まで開けないように指示していたのである。中には20万マルクの現金と預金口座が空になっていることを示す書類が入っていた。

## その後

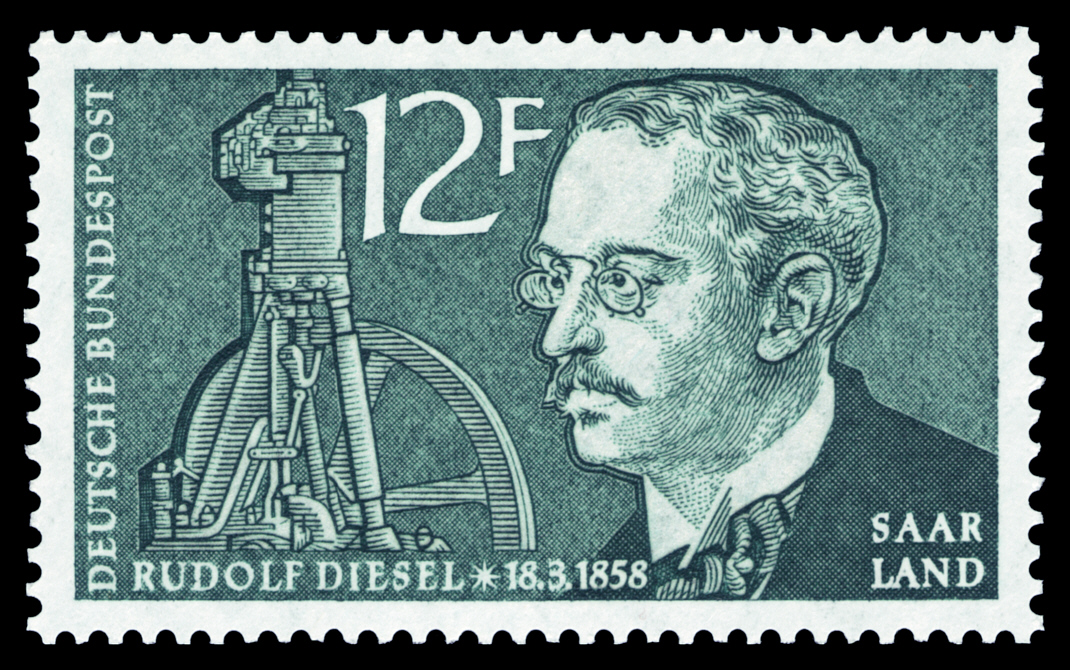
ディーゼルが描かれた切手（1958年、西ドイツ）

失踪後、ドイツでは長く墓も作られないような有様であったが、日本で小型ディーゼルエンジンを開発した山岡孫吉（ヤンマー創業者）により、1957年、生誕100年、エンジン開発60年を記念して、アウクスブルクのヴィッテルスバッハ公園に石庭苑が寄贈された。

### ディーゼルエンジンの進化
ディーゼルの死後もディーゼルエンジンは様々な改良を加えられ、蒸気機関の代替として広く使われるようになった。ガソリンエンジンよりも頑丈に作る必要があったため重くなる傾向があり、また低温・希薄大気内での作動が安定せず、常用最高回転数も低く、さらに黒煙や粒子状物質 (PM) やNOxの発生が多いため（とくに密閉風防のなかった初期の航空機では）敬遠されがちになり従来の航空用エンジンでは少数派にとどまった。しかし産業用などの定置型エンジンや、潜水艦を含む船舶用エンジンといった重量の制約が比較的少ない用途においては多用され、のちにはディーゼル機関車や貨物自動車、さらにオイルショック以降は、燃費の良さや燃料代の安さを買われて一般の乗用車にも普及していった。低回転域で高いトルクが要求される用途でよく使われている。近年では軽量化設計が可能となり、実用高度の低い軽飛行機を中心に再び航空機においても使われ始めている。その場合は、燃料の許容幅の広さを生かして軽油または（灯油と成分の近い）ジェット燃料を使えるよう設計されており、第二次世界大戦後に航空用エンジンの主流となったジェットエンジンや軍用の大型自動車と燃料を共用できるというメリットを生み出している。
ディーゼルエンジンは圧縮比が高く燃焼時間が長いため、温度上昇がゆっくりしており、ガソリンエンジンよりも熱効率がよく、より多くの熱を機械的仕事に変換できる。ディーゼル本人は粉炭や植物油を燃料に使うことを考えていたし、実際に落花生の油などでも動作する。2008年に原油価格が上昇したことから、燃料の一部に非鉱物由来の燃料を混入させたバイオディーゼルが普及しはじめている。とはいえ、現状では依然としてディーゼル燃料の中心は石油から作られる軽油である。

### 焼玉エンジンとの違い
ハーバート・アクロイド＝スチュアートは、ディーゼルの2年前に焼玉エンジンの特許を取得している。燃料を圧縮行程の最後で吸気に供給する事で混合気を作り出す点や、ガソリンエンジンのような点火プラグを使わない点ではディーゼルエンジンと似ている。ディーゼルエンジンは空気の圧縮を積極的に利用しているが（約3.5MPa）、焼玉エンジンではディーゼルエンジンほど圧力を高めない（約600KPa）。点火には圧縮による熱ではなく、シリンダーヘッドにつながった燃焼時の熱を積極的に保持する球状の燃焼室（これを焼球と称する）が使われる。圧縮比が低い為、ディーゼルエンジンほど熱効率は高くなく、せいぜい12%である。
焼玉エンジンとディーゼルエンジンの特許の差異は、圧力の高さと熱効率の差である。

## 著書
- Diesel, Rudolf: Die Entstehung des Dieselmotors. Erstmaliges Faksimile der Erstausgabe von 1913 mit einer technik-historischen Einführung. Moers: Steiger Verlag, 1984.
- ルドルフ・ディーゼル著 ; 山岡茂樹訳『ディーゼルエンジンはいかにして生み出されたか』東京: 山海堂 1993年8月 ISBN 978-4381100542